# 1999 (Charli XCX e Troye Sivan)
1999 è un singolo della cantante britannica Charli XCX e del cantante australiano Troye Sivan, pubblicato il 5 ottobre 2018 come primo estratto dal terzo album in studio di Charli XCX Charli.

## Classifiche
| Classifica (2018-19) | Posizione massima |
| -------------------- | ----------------- |
| Australia            | 18                |
| Grecia               | 83                |
| Irlanda              | 28                |
| Regno Unito          | 13                |